# Райт (округ, Міссурі)
Шаблон:StateAbbr_ 37°16′ пн. ш. 92°28′ зх. д. / 37.27° пн. ш. 92.46° зх. д.
Округ  Райт (англ. Wright County) — округ (графство) у штаті Міссурі, США. Ідентифікатор округу 29229.

## Історія
Округ утворений 1861 року.

## Демографія
За даними перепису 
2000 року 
загальне населення округу становило 17955 осіб, зокрема міського населення було 4403, а сільського — 13552.
Серед мешканців округу чоловіків було 8715, а жінок — 9240. В окрузі було 7081 домогосподарство, 5023 родин, які мешкали в 7957 будинках.
Середній розмір родини становив 3,01.
Віковий розподіл населення поданий у таблиці:
| Стать    | До 15 років | 15-21 | 22-29 | 30-39 | 40-49 | 50-65 | 65-85 | Понад 85 |
| -------- | ----------- | ----- | ----- | ----- | ----- | ----- | ----- | -------- |
| Чоловіки | 2035        | 934   | 720   | 1091  | 1256  | 1415  | 1154  | 110      |
| Жінки    | 1940        | 894   | 749   | 1159  | 1293  | 1501  | 1434  | 270      |

## Суміжні округи
- Лаклід — північ
- Техас — схід
- Дуглас — південь
- Вебстер — захід

## Виноски
1. ↑  U.S. Decennial Census. United States Census Bureau. Процитовано 22 листопада 2014.
2. ↑  Historical Census Browser. University of Virginia Library. Архів оригіналу за 11 серпня 2012. Процитовано 22 листопада 2014.
3. ↑  Population of Counties by Decennial Census: 1900 to 1990. United States Census Bureau. Процитовано 22 листопада 2014.
4. ↑  Census 2000 PHC-T-4. Ranking Tables for Counties: 1990 and 2000 (PDF). United States Census Bureau. Процитовано 22 листопада 2014.
5. ↑  State & County QuickFacts. United States Census Bureau. Архів оригіналу за 11 серпня 2011. Процитовано 14 вересня 2013.(англ.) Наведено за англійською вікіпедією.
6. ↑  American FactFinder. Бюро перепису населення США. Архів оригіналу за 26 лютого 2012. Процитовано 31 січня 2008.

| США | Це незавершена стаття з географії США. Ви можете допомогти проєкту, виправивши або дописавши її. |